# Neuraxis
A Neuraxis kanadai technikás/melodikus death metal együttes. 1994-ben alakultak Montrealban.

## Tagok
- Rob Milley – gitár (1996–)
- Alex Leblanc – ének (2007–)
- Olivier Pinard – basszusgitár (2009–)
- Oli Beaudoin – dob (2009–)

### Korábbi tagok
Ének:
- Maynard Moore (1995–1999)
- Chris Alsop (1999)
- Ian Campbell (1999–2007)
- Michel Brisebois (1994-1995)

Gitár:
- Felipe A. Quinzanos (1994–1996)
- Steven Henry (1994–2006)
- Will Seghers (2006–2010)

Basszusgitár:
- Yan Thiel (1994–2009)

Dob:
- Mathieu Royal (1995–1998)
- Alex Erian (1999–2003)
- Tommy McKinnon (2004–2009)

Vendég zenészek
- Etienne Gallo - dob (2003–2004)
- Martin Auger – dob (1999)
- Julien Mercier – dob (1998)

## Diszkográfia
- Imagery (1997)
- A Passage into Forlorn (2001)
- Truth Beyond... (2002)
- Trilateral Progression (2005)
- The Thin Line Between (2008)
- Asylon (2011)

## Egyéb kiadványok
Koncert albumok
- Live Progression (2007)

Válogatáslemezek
- Imagery/A Passage into Forlorn (2004)
- Truth Beyond.../Imagery/A Passage into Forlorn (2004)

Demók
- In Silence (1999)
- Virtuosity (1999)